# Antonella Viola
Antonella Viola (Taranto, 3 maggio 1969) è una biologa e divulgatrice scientifica italiana.

## Biografia
Si è laureata in Scienze Biologiche Presso l’Università di Padova nel 1991. Ha quindi conseguito il dottorato in Biologia Evoluzionistica presso lo stesso Ateneo nel 1995. La sua formazione professionale è iniziata presso il Basel Institute of Immunology, a Basilea, Svizzera, dove ha lavorato dal 1995 al 1999. Successivamente è stata EMBO fellow presso l’European Molecular Biology Laboratory (EMBL) di Monterotondo, Roma (1999-2000), group leader presso l’Istituto Veneto di Medicina Molecolare (VIMM) Padova (2001-2007), e infine group leader presso l’Istituto Clinico Humanitas, Rozzano (MI)(2006-2014). Dal 2015 svolge la sua attività professionale a Padova.
È sposata ed è madre di due figli.

## Attività professionale
Dal 2015 è Professoressa Ordinaria di Patologia Generale presso il Dipartimento di Scienze Biomediche dell’Università di Padova e socia dell'Istituto Veneto delle Scienze e delle Arti. Dal 2015 al 2017 è stata vice-direttrice del VIMM e dal 2017 al 2022 è stata la Direttrice Scientifica dell’Istituto di Ricerca Pediatrica – Fondazione Città della Speranza. 
È stata membro del comitato scientifico dell’Associazione Italiana Ricerca sul Cancro (AIRC) e revisore per la Commissione Europea dei progetti europei di eccellenza scientifica (ERC) e per molte agenzie nazionali e internazionali. Ha coordinato numerosi progetti di ricerca nazionali, europei e americani finalizzati allo studio del sistema immunitario. 
Tra i numerosi finanziamenti ottenuti spicca il prestigioso grant dell’European Research Council come Advanced Investigator (2013 e 2019).
È stata invitata a tenere conferenze in centri di ricerca di tutto il mondo, tra cui Imperial College di Londra, Institut Pasteur a Parigi, Harvard Medical School a Boston, Università di Oxford, Medical Research Council di Cambridge, e la Jefferson University di Philadelphia.
È membro del Comitato Scientifico dell’Osservatorio Terapie Avanzate e della Fondazione ONDA (Osservatorio nazionale sulla salute della donna e di genere) ed EMBO member dal 2016.
Nel 2024 ha ricevuto alla Camera dei deputati il Premio America della Fondazione Italia USA.

## Temi di ricerca
La sua ricerca si è sempre svolta nell’ambito dello studio dei meccanismi di azione che regolano il funzionamento del sistema immunitario in risposta a infezioni e cancro. Si è inoltre occupata di studiare le alterazioni delle risposte immunitarie associate a immunodeficienze o malattie autoimmuni. Tra le sue scoperte più rilevanti la caratterizzazione della risposta funzionale dei linfociti T con riorganizzazione della membrana cellulare; del ruolo delle chemochine nella costimolazione dei linfociti, l’identificazione di un meccanismo di immunosoppressione associato allo sviluppo dei tumori; la scoperta del ruolo non-ridondante di Agrina nello sviluppo e funzioni dei leucociti; il ruolo delle dinamiche mitocondriali nel regolare le funzioni dei leucociti; il meccanismo di azione delle cellule mesenchimali stromali nella terapia dei tumori.

## Divulgazione scientifica
Si occupa attivamente di divulgazione scientifica. È membro del Consiglio di amministrazione della Giangiacomo Feltrinelli Editore ed è editorialista per il quotidiano La Stampa..

## Riconoscimenti
- 2016 “EMBO member”[13]
- 2008 Premio “Chiara D’Onofrio”[14]
- 2005 Premio del Cancer Research Institute of New York
- 1997 Premio Roche

## Scritti divulgativi
- Antonella Viola, Il sesso è (quasi) tutto,  evoluzione, diversità e medicina di genere, Milano, Feltrinelli, 2022, ISBN 978-88-07-49318-8.
- Antonella Viola e Daniele Nucci, Il cibo buono, c'è più gusto a nutrirsi bene, Milano, Gribaudo, 2022, ISBN 978-88-580-4254-0.
- Antonella Viola e Taddia, Federico, Virus Game,  come si protegge il corpo umano, Milano, Mondadori, 2021, ISBN 978-88-04-74281-4.
- Antonella Viola, Danzare nella tempesta, viaggio nella fragile perfezione del sistema immunitario, Milano, Feltrinelli, 2021, ISBN 978-88-07-89699-6.
- Antonella Viola, La via dell'equilibrio. Scienza dell’invecchiamento e della longevità, Milano, Feltrinelli, 2023, ISBN 978-88-07-49345-4.
- Antonella Viola, Il tempo del corpo. Il sole,  il sonno e il ritmo della vita, Milano, Feltrinelli, 2024, ISBN 978-88-07-17439-1.
- Antonella Viola e Aiuti, Alessandro, La rivoluzione della cura, Milano, Einaudi, 2025, ISBN 978-88-06-26490-1.